# 任百経
任 百経（イム・ペッキョン、朝: 임백경、1800年 - 1864年）は、李氏朝鮮の政治家。本貫は豊川任氏。字は文卿、号は荷漪。

## 生涯
1827年に科挙の文科に及第し、1847年に従二品に昇進し、義州府尹、都承旨などを歴任し、1857年に正二品に昇進、刑曹判書、水原府留守、進賀兼謝恩使を歴任し、1864年に右議政に就任し、在任中に死去した。
朋党政治においては北人派に属したが、議政が選出されるのは1648年に南以雄が左議政を退任して以来のことで、異例の人事であった。